# Синдос
Си́ндос, Синд (греч. Σίνδος) — малый город в Греции, пригород Салоник. Находится на высоте 10 метров над уровнем моря, на правом берегу реки Галикос, близ устья реки Аксьос (Вардар), на Салоникской равнине, в 3 километрах к северу от побережья залива Термаикос Эгейского моря, в 12 километрах к северо-западу от Салоник и в 310 километрах к северу от Афин. Административный центр общины Дельта в периферийной единице Салоники в периферии Центральная Македония. Население 9289 жителей по переписи 2011 года. Площадь 47,248 квадратного километра.

## История

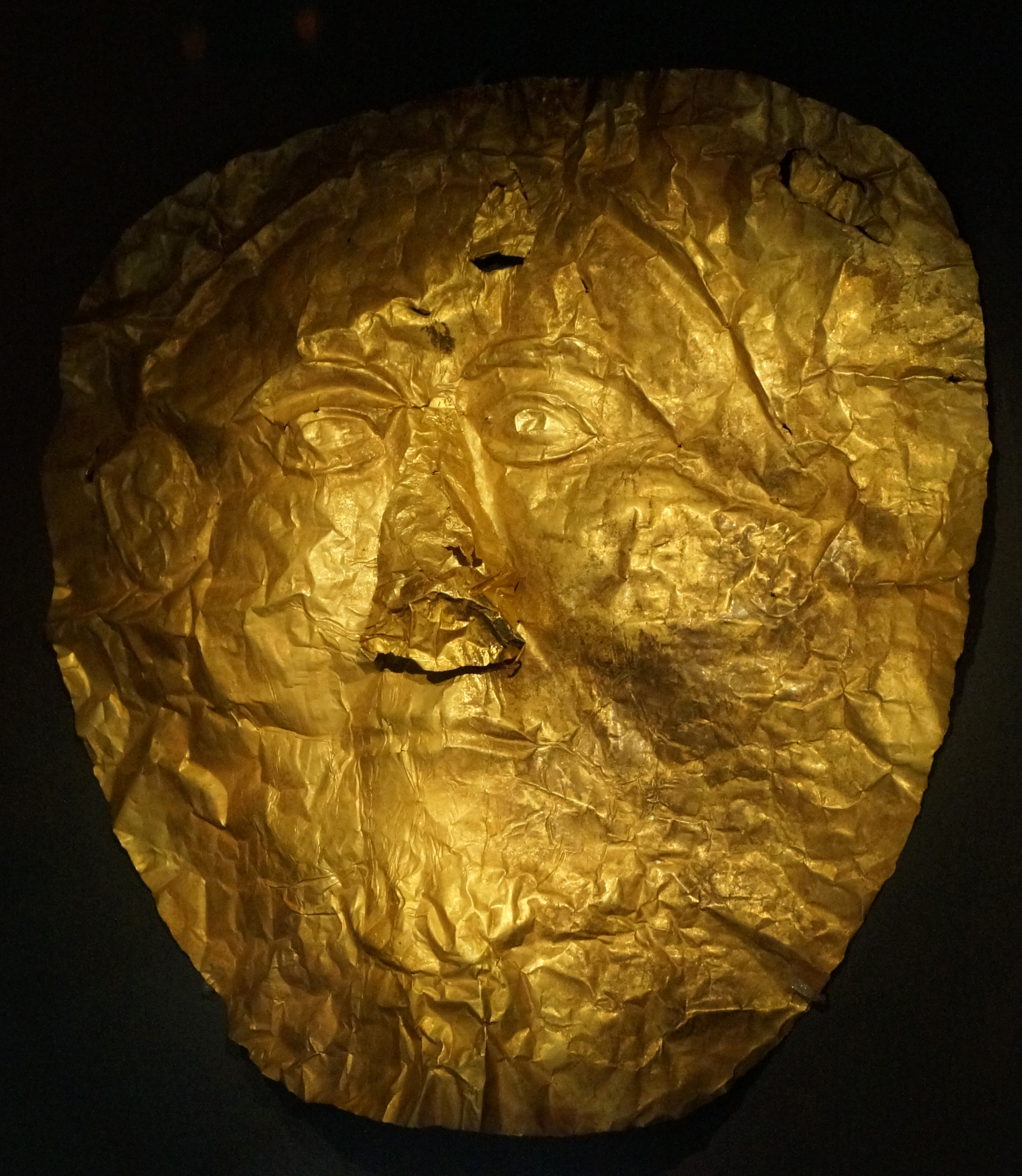
Золотая погребальная маска из могилы в Синдосе. 520 год до н. э. Археологический музей Салоник

Древний македонский город Синд упоминается Геродотом в описании похода Ксеркса I в 480 году до н. э., находился в исторической области Мигдония у устья Эхидора (Галикоса). Археологические находки, найденные при раскопках кладбища Синда, выставлены в Археологическом музее Салоник.
До 1926 года город назывался Текели (Τεκελή, тур. Tekeli).

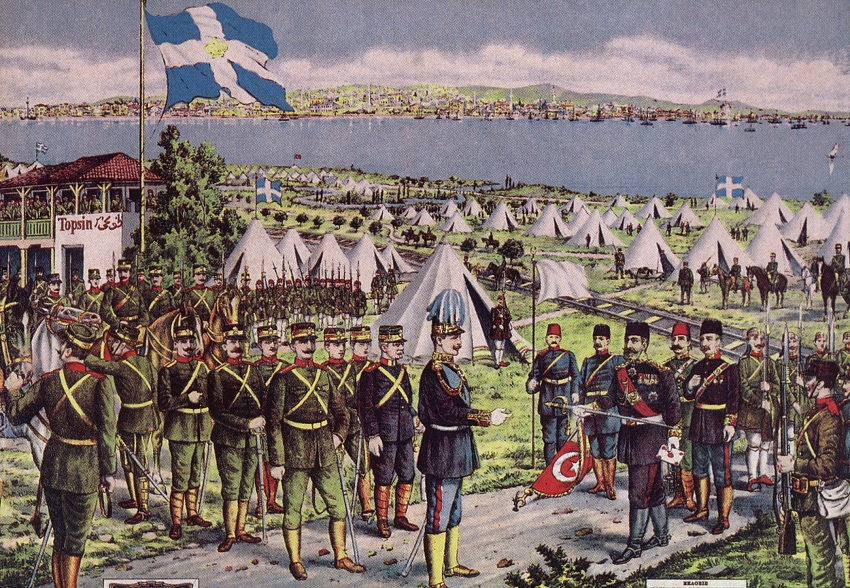
Таксин-паша сдаёт Салоники принцу Константину.

В 1912 году в ходе Первой Балканской войны вошёл в состав королевства Греция.
25 октября (7 ноября) 1912 года греческие дивизии перешли Аксьос и стали лагерем в Текели. В тот же день начались переговоры на железнодорожной станции Текели и в деревне Топсин (Ефира) о сдаче Салоник. 26 октября (8 ноября) на железнодорожной станции Текели состоялось продолжение переговоров о сдаче Салоник. Утром 27 октября (9 ноября) греческие войска вошли в город. Утром 28 октября (10 ноября) принц Константин прибыл в Салоники и поднял греческий флаг над Зданием управления.
После Малоазийской катастрофы в Синдосе поселились беженцы из Гюрсу, Визе и Хамзабейли, после 1924 года — из Синапово.
В 1926 году (ΦΕΚ 55Α) Текели был переименован в Синдос. Новое название получил от древнего Синда. Сообщество создано в 1918 году (ΦΕΚ 152Α).
В 1952 году начато строительство церкви Кимиси-Теотоку (Успенская церковь) Неапольской и Ставрупольской митрополии, освящена в 1972 году.

## Транспорт
Севернее города проходит национальная дорога 2 Яница — Салоники,близ города проходят Автострада 1 Пирей — Афины — Салоники — Эвзони, часть европейского маршрута E75, и автострада 2 «Эгнатия».
Через город проходит железная дорога Салоники — Битола и железная дорога Пирей — Салоники. В городе находится станция «Синдос».

## Образование
В городе находится технологический образовательный институт ΤΕΙ Салоник.

## Промышленность
Севернее города расположена промышленная зона Салоник (Βιομηχανική Περιοχή Θεσσαλονίκης, ΒΙ.ΠΕ.).

## Население
| Год  | Население, человек |
| ---- | ------------------ |
| 1991 | 6059               |
| 2001 | 7657               |
| 2011 | ↗ 9289             |